# Одинична сфера

Деякі одиничні сфери. є нормою в Евклідовому просторі.

В математиці, одинична сфера це множина точок з відстанню 1 від фіксованої центральної точки, при чому може використовуватися узагальнене поняття відстані; замкнена одинична куля це множина точок із відстанню менше або рівною 1 від фіксованої центральної точки. Зазвичай центральною точкою є точка в початку координат досліджуваного простору і під одиничною сферою розуміють одиничну кулю з центром в цій точці.

## Одинична сфера в евклідовому просторі
В n вимірному Евклідовому просторі , одинична сфера це множина усіх точок {\displaystyle (x_{1},\ldots ,x_{n})}, які задоволняють наступне рівняння
{\displaystyle x_{1}^{2}+x_{2}^{2}+\cdots +x_{n}^{2}=1.}
Відкрита одинична куля це множина усіх точок, які задовольняють нерівність
{\displaystyle x_{1}^{2}+x_{2}^{2}+\cdots +x_{n}^{2}<1,}
і замкнена одинична куля це множина усіх точок, які задовольняють нерівність
{\displaystyle x_{1}^{2}+x_{2}^{2}+\cdots +x_{n}^{2}\leq 1.}